# 東京改裝車展
東京改裝車展（日语：東京オートサロン）是日本改裝車的汽車展覽。
1983年的名稱叫做「エキサイティングカーショー(Exciting Car Show)」。1987年開幕時改名為東京改裝車展(Tokyo Auto Salon)、2012年（1月13日～15日）で30回目の開催となる。2013年1月11日～13日在幕張Messe開幕，是歷屆以來展覽規模最大的一次，共11個場館。

## 開幕期間
開幕日通常選擇在1月第二個周末(星期五、六、日)。星期五是媒體記者訪問日、一般客人在星期五下午1點入場（六、日在上午9點開放入場）。

## 沿革
- 1983年：東京Motor Show開展。地點在晴海的東京國際貿易展覽館（日语：東京国際見本市会場），以「Exciting Car Show」為名開幕。
- 1987年：Exciting Car Show變更名稱為、東京Auto Salon。
- 1997年：展覽會場移動到東京Big Sight。
- 1999年：為了確保東京Big Sight的停車場空間不會被過度使用，將會場移動到千葉縣的幕張Messe。幕張Messe總共有11館、全部使用1～8館。（有使用到會議廳與停車場）。
- 2003年：與イメージガールユニット「A-class」結合。
- 2007年：「RACE QUEEN AWARD 2007」開幕了（グランプリ：鈴木礼央奈）。
- 2009年：幕張Messe国際展示場使用第9～11館、合併IMPORT AUTO SALON 2009（進口車改裝車展2009）。看到的這個場地的大小規模幾乎與東京Motor Show是相等的。
- 2011年：第1回「日本レースクイーン大賞」が開催される（グランプリ：美波千夏）。
- 2012年：迎接第30次的開幕。
- 2013年：迎接第31次的開幕。
- 2023年，第41屆 “TOKYO AUTO SALON 2023"在1月13-15日舉辦，並透過"AUTO SALON TV"網路直撥的方式向全世界放送現場內容。

## 內部連結
- 東京車展

## 外部連結
- （日語）官方網站 （页面存档备份，存于）
- （日語）オートサロンの軌跡
- 東京改裝車展的X（前Twitter）